# Paya Bieng
Paya Bieng is een bestuurslaag in het regentschap Bireuen van de provincie Atjeh, Indonesië. Paya Bieng telt 742 inwoners (volkstelling 2010).